# Highbridge Capital Management
Highbridge Capital Management, LLC (HCM) est une société d'investissement américaine multi-stratégies spécialisée dans la gestion alternative.
HCM est une filiale de JPMorgan Asset Management Holdings Inc., qui à son tour est une filiale de JPMorgan Chase & Co..
La société a des bureaux à New York, Londres, et Hong Kong. 
HCM a approximativement 29 milliards de dollars d'actifs en gestion.

## Histoire
La société a été fondée en 1992, par les amis d'enfance Glenn Dubin et Henry Swieca. Elle a commencé son activité avec 35 millions de dollars en capital et tient son nom du High Bridge.
En 2004, Glenn Dubin et Henry Swieca vendirent une part majoritaire de 55 % à JPMorgan Asset Management Holdings Inc. pour 1,3 milliard de dollars, et enfin la totalité en 2009.
En octobre 2015, il a été reporté que JPMorgan Chase & Co. était proche d'un accord pour vendre l'activité capital-investissement (private equity) de HCM.
Le 31 mars 2016, les hauts dirigeants de HPS Investment Partners ont acquis cette société ainsi que ses filiales, qui sont devenues indépendantes de HCM.